# Bruchus crenatus
Bruchus crenatus là một loài bọ cánh cứng trong họ Bruchidae. Loài này được Thunberg miêu tả khoa học năm 1791.